# تشارلز ليدهام غرين
تشارلز آر ليدهام غرين (بالإنجليزية: Charles Leedham-Green)‏ هو أستاذ رياضيات متقاعد من الملكة ماري جامعة لندن، وهو معروف بعمله في نظرية الزمر. أتم درجة دكتوراه الفلسفة في جامعة أوكسفورد.
صمم ليدهام غرين مع ليونارد سويشر خوارزمية استبدال الجداء، وهي خوارزمية تابعة لنظرية الزمر الحوسبية تولد عناصر عشوائية من الزمر من خلال السير العشوائي خلال الزمرة. وقد نُفذت هذه الخوارزمية في نظامي (GAP) و (MAGMA).
تُنسب إليه مجموعة كبيرة من الأعمال في نظرية الزمر. وقد نشر مؤخرًا بحثًا في نظرية الزمر الحوسبية زمر الأولي p. وقد خُصصت له الطبعة الثلاثمائة من دورية الجبر احتفالًا بعيد ميلاده الخامس والستين. وقد عقد مركز بحوث الرياضيات في الملكة ماري مؤتمرًا احتفاءً بإنجازاته في الرياضيات بمناسبة تقاعده عام 2006.